# Llanfair
Llanfair (uttalas hlanvair) är ett mycket vanligt kymriskt ortnamn, och betyder ordagrant Marias kyrka eller Marias församling.
Många mindre orter har låtit sin kyrka bli helgad åt S:ta Maria, och för att skilja alla dessa åt har det gjorts tillägg till ortnamnen. Ett av de mest kända kymriska ortnamnen är Llanfairpwllgwyngyllgogerychwyrndrobwll-Llantysiliogogogoch som egentligen är en sammanslagning av två olika ortnamn, varvid namnet fått rekordmånga bokstäver (58 stycken räknat som latinska bokstäver men 51 kymriska bokstäver, då vissa kombinationer såsom ch, dd, ll, rh lexikografiskt räknas som en bokstav) och lär vara näst längst i världen.